# Асцендент
Асцендент (Asc, Asc или As) ― астрологический знак, поднимающийся на восточном горизонте в момент рождения человека.
Согласно некоторым астрологическим теориям, небесные явления влияют на человеческую деятельность по принципу «как вверху, так и внизу». Некоторые астрологи считают, что асцендент означает физический облик человека и пробуждающееся сознание.
Поскольку асцендент специфичен для определённого времени и места, для астрологов он означает индивидуальное окружение и обусловленность, которые человек получает во время своего воспитания, а также обстоятельства его детства. По этой причине астрологи считают, что асцендент также связан с тем, как человек научился представлять себя миру, особенно на публике.
К. Г. Юнг понимает асцендент как один из ключевых элементов гороскопа, связанных с моментом рождения, в то время как Луна связана с днём рождения, а Солнце ― с месяцем. Он указывает, что традиционно ось асцендент ― десцендент оказывает большое влияние на личность. Юнг рассматривал связь брачных отношений (анализируя 180 брачных пар) и различные соединения, рассматривая отклонение частоты присутствия соединения от пропорции 1:1. Соединение асцендента (у мужчин) и Луны (у женщин) занимало третье место по величине отклонения после соединения Солнца и Луны и соединения асцендента (у женщин) и Венеры (у мужчин).

## История
В вавилонских гороскопах, составленных до н.э., не используется асцендент. 
Первое достоверное упоминание асцендента встречается у римского астролога Балбилла.
Хотя вавилонские астрономы наблюдали фактическое время восхода знаков, в текстах, сохранившихся на глиняных табличках, нет конкретного упоминания об асценденте. К III веку до н.э. египтяне смотрели на восход определённых астеризмов, чтобы идентифицировать восходящий знак и получить приблизительное ночное время, и это нашло отражение в названии, впоследствии данном греками асценденту.
Отмечается, что понятие асцендента (как представитель узкопрофессиональной астрологической лексики) перешло в прессу ("Вокруг света", 1991 г., 1).

## Расчет
Асцендент, с астрологической точки зрения, представляет собой значение эклиптической геоцентрической долготы (или небесной долготы, λ), которая находится на востоке горизонта. По мнению Джин Миус, это пересечение горизонта с эклиптикой может быть вычислено из:
{\displaystyle \lambda _{\rm {Asc}}=\arctan \left({\frac {y}{x}}\right)=\arctan \left({\frac {-\cos \theta _{\rm {L}}}{\sin \theta _{\rm {L}}\cos \varepsilon +\tan \phi \sin \varepsilon }}\right)}
где {\displaystyle \theta _{\rm {L}}} местное звездное время в градусах, {\displaystyle \varepsilon } наклон экваториальной плоскости Земли к эклиптике (осевой наклон). Для значений, относящихся к стандартному равноденствию J2000.0 предлагается использовать {\displaystyle \varepsilon } = 23.4392911°, а для J1950.0 предлагается использовать {\displaystyle \varepsilon } = 23.4457889°. {\displaystyle \phi } земная широта наблюдателя (южные широты отрицательные, северные положительные). 

## Последствия асцендента
По мнению Ральфа Холдена, есть несколько факторов, которые влияют на то, насколько сильной или слабой силой может быть асцендент в карте.
- Обычно считается, что чем ближе к началу знака падает асцендент, тем сильнее он будет. Это потому, что большая часть первого дома попадет в этот знак. Если асцендент падает поздно в знаке, большая часть первого дома попадет в следующий знак и, таким образом, ослабит эффект силы асцендента.

- Считается, что асцендент оказывает более сильное влияние, когда солнце находится в слабом положении в карте. Например, традиционно считается, что солнце находится в более слабом положении, когда оно расположено в нижней части диаграммы, рядом с Imum coeli или IC. Это происходит потому, что солнце находилось буквально на другой стороне Земли, когда человек родился, скрытое от глаз.

- Согласно некоторым, влияние солнца также может быть слабее, если оно не подвержено влиянию; другими словами, если оно не образует основных аспектов (соединение, оппозиция, трин, квадрат или секстиль) с другими планетами. Согласно другим астрологическим наблюдениям, незамеченные солнца и планеты проявляют больший, чем обычно, эффект и более свободны.

- Солнце в знаке, который перехвачен, что означает, что у него нет куспида дома, также может быть слабее и уделять больше внимания асценденту и куспиду дома солнечного дома в такой карте.

Другим фактором, связанным с влиянием асцендента, является теория о том, что люди становятся более похожими на свой знак солнца примерно после 29 лет, поскольку они становятся старше и увереннее в себе, поскольку солнце воплощает существенную энергию эго и самоуважение, и, следовательно, возможно, у них меньше необходимости демонстрировать свое публичное лицо другим. Также предполагается, что, когда прогрессирующий асцендент переходит в следующий знак, это ослабляет влияние натального асцендента.

## Планеты и асцендент
По мнению Саши Фелтон, планеты имеют дополнительное значение в карте рождения из-за их связи с асцендентом. Планета, которая управляет астрологическим знаком асцендента, называется линейкой карты и, как говорят, имеет особое значение. Так, например, если асцендентный знак — Близнецы, Меркурий будет правителем диаграммы, и поэтому задает тон для диаграммы во многих отношениях. Кроме того, ближайшая к асценденту планета, особенно расположенная в первом доме, обычно называется восходящей планетой и имеет особое значение в карте. Однако, если планета в двенадцатом доме находится очень близко к асценденту (в пределах одного или двух градусов), то её можно интерпретировать как восходящую планету. Если планета действительно находится в соединении с асцендентом (в пределах того же градуса, что и асцендент), тогда она становится жизненно важной в своем воздействии на личность, до такой степени, что становится такой же важной, как солнце. Наконец, любые планеты в первом доме всегда будут иметь дополнительный акцент.

## Режимы
Также по мнению Саши Фелтон, влияние асцендента варьируется в зависимости от модусов знака, в котором он находится. Они связаны с качеством той части сезона, в которую они происходят.
Овен, Рак, Весы и Козерог — кардинальные знаки. Влияние этих знаков на асцендент заключается в том, чтобы подчеркнуть инициативу, напористость и в некоторой степени лидерство.
Телец, Лев, Скорпион и Водолей — фиксированные знаки. Влияние этих знаков на асцендент заключается в том, чтобы подчеркнуть стабильность, уравновешенность и целеустремленность.
Близнецы, Дева, Стрелец и Рыбы — изменчивые знаки. Влияние этих знаков на асцендент состоит в том, чтобы подчеркнуть адаптивность, ловкость, переменчивость и гибкость.

## Элементы асцендента
Что касается классификации знаков в соответствии с четырьмя классическими элементами (Огонь, Земля, Воздух и Вода), асцендент может быть:

### Восходящие огненные знаки
Огненные знаки Овна, Льва и Стрельца отличаются своей энергией, энтузиазмом и оптимизмом. Когда огненный знак находится на асценденте, внешние манеры дружелюбны, некритичны и не враждебны. Обычно они посылают дружелюбные, но серьёзные и компетентные сигналы, которые вызывают дружелюбный и довольно уважительный отклик у других. Восходящий Овен выдает хорошо организованную, немного суровую осанку. Восходящие субъекты Льва имеют достойные и довольно формальные манеры, которые внушают доверие, в то время как восходящие Стрельцы обладают веселой, приятной и довольно остроумной внешней манерой, которая подходит для любых ситуаций.

### Восходящие земные знаки
Восходящие Тельцы, Девы и Козероги обычно считаются спокойными и стрессоустойчивыми личностями. Влияние асцендента знака земли делает людей более материальными, сдержанными и собранными, они не склонны проявлять свои эмоции и могут быть или казаться холодными. Этот особый эффект проявляется в наименьшей степени в знаке Тельца. Асценденты каждого из земных знаков обычно бережливы и умеют планировать все заранее.

### Восходящие воздушные знаки
Воздушные знаки Близнецов, Весов и Водолея известны своими коммуникативными навыками. Когда воздушный знак находится на асценденте, субъект дружелюбен и общителен, но также независим и несколько отстранен. Близнецы постоянно заняты, полностью вовлечены в своего рода жонглирование, по крайней мере, с дюжиной действий на ходу в любой момент времени. Восходящий Весы занимается бизнес-схемами, которые часто нуждаются в помощи более приземленного партнёра, чтобы воплотить их в жизнь. Восходящий Водолей строит замечательные планы для себя или других и может даже осуществить некоторые из них.

### Восходящие водные знаки
Водные знаки Рака, Скорпиона и Рыб известны своими эмоциями, интуицией и чувствами. Когда водный знак находится на асценденте, субъект будет скрывать свои истинные чувства и испытывать сильную потребность защитить себя от окружающего мира. То, что вы видите, часто отличается от того, что вы получаете с восходящими водными знаками. Другими словами, сигналы, которые они посылают, сознательно или бессознательно выбираются для достижения эффекта. Раки кажутся разговорчивыми и услужливыми, и они преуспевают в любой ситуации, требующей такта. Скорпионы могут использовать множество различных форм маскировки с людьми, которых они не знают, одной из их любимых является агрессивность и отталкивающие манеры. Восходящие Рыбы кажутся мягкими, нежными, самоотверженными, а иногда даже беспомощными, но это вводит в заблуждение, поскольку они будут решительно бороться за то, что считают правильным. Рыбы также известны как очень эмоциональные и наиболее интуитивные из двенадцати знаков.